# مارتن ويست
مارتن ويست (بالإنجليزية: Martin West)‏ هو ممثل أمريكي، ولد في 28 أغسطس 1937.

## وصلات خارجية
- مارتن ويست على موقع IMDb (الإنجليزية)
- مارتن ويست على موقع قاعدة بيانات برودواي على الإنترنت (الإنجليزية)
- مارتن ويست على موقع قاعدة بيانات الفيلم (الإنجليزية)